# Wii Fit

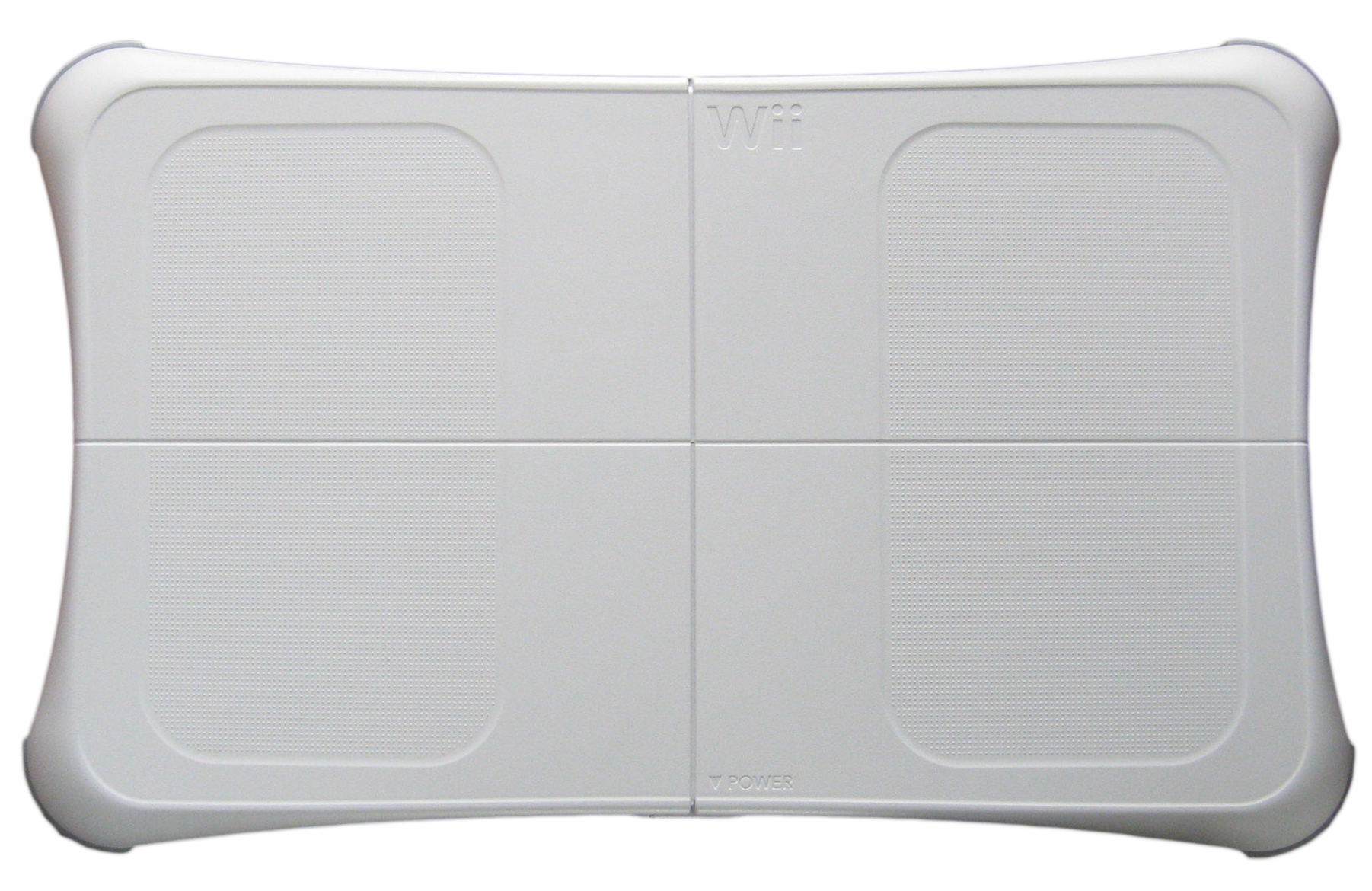
バランスWiiボード

『Wii Fit』（ウィー・フィット）は、任天堂より発売されたWii専用ゲームソフト。日本国内版の発売日は2007年12月1日。これは日本でのWii発売1周年に当たり、本作はその記念ソフトとなる。本項目ではシリーズ作品の『Wii Fit Plus』、『Wii Fit U』についても記述する。

## 概要
宮本茂の「体重を量る趣味」「健康になるのは面白い」という気づきを、健康を管理するゲームソフトとして『ヘルスパック』の名称のもとに開発が進められた。2007年7月11日に米国サンタモニカで開催された「E3」にて名称を『Wii Fit』に変更し、全世界に向け発表された。日本国内では、2007年10月10日に千葉市幕張メッセで開催された「任天堂カンファレンス 2007.秋」にて正式に発表された。
Wiiのゲームソフトでは4本目のミリオンセラーを発売1か月で達成し、発売後約1年で売上本数が300万本に到達している。カプコンのPlayStation Portable用ソフト『モンスターハンターポータブル 2nd G』と共に、日本ゲーム大賞2008年度大賞受賞をした。同時にベストセールス賞も受賞している。
2012年3月時点でのWiiバランスボード筐体単体での販売台数は、世界累計で3700万台以上となっている。
同梱されている「バランスWiiボード」に乗り、体重測定や、様々なトレーニングを行う。
キャッチフレーズは「家族で健康。」。
2009年6月2日に米国ロサンゼルスで開催された「E3」で、様々な新機能や新項目を追加したバージョンアップ版『Wii Fit Plus』（後述）が発表され、2009年10月より全世界で発売された。なお、『Wii Fit Plus』には『Wii Fit』の内容が全て含まれているため、『Wii Fit Plus』発売開始に伴い『Wii Fit』は生産終了となった。
2012年6月のE3 2012では、Wii Uに対応し、新項目や新オプション機器「フィットメーター」を追加した『Wii Fit U』が発表された。

## からだ測定
バランスWiiボードに乗ってプレイヤーの体重を計測し、同時に肥満度を示す数値であるボディマス指数（BMI）を算出し記録する機能である。さらに体重測定の後、数種類あるうちからランダムに選ばれた2種類のバランステストを行い、体の左右バランスを解析して、プレイヤーのバランス年齢を算出する。
主なバランステスト
基本バランステスト
足を開いて立ち、重心を左右に動かすと、赤いバーが動く。その赤いバーを青い枠3秒間おさめればよい。ノルマは5問。ただし正解していくごとに青い枠は狭くなっていく。
片足立ちテスト
30秒間バランスWiiボードの真ん中に利き足で乗り、片足立ちでバランスを取ればいい。左右の青い枠は触れたり、近くなっていくと強制終了する。制限時間がなくなるほど狭くなっていく。
敏捷性テスト
30秒間重心を前後左右に移動させ、青い枠に合わせればよい。正解していくごと青い枠の数が増えたり動いたりする。
静止テスト
制限時間30秒の間できるだけ動かずにいればよい。マス目はそのまま動いてしまうが騙されなければいい。残り10秒になると重心とマス目は表示されなくなる。
ウォーキングテスト
中心から均等な位置に立ち、普段の歩き方で20歩足踏みすればよい。その時の左右バランスが判定される。
デュアルバランステスト
基本バランステストに加え、Wiiリモコンの傾きも青いバーに合わせれば良い。その他は基本バランステストと同じ。
広域視野テスト
バランスWiiボードでバランスを中心に保った状態で、TVの数字を順番にWiiリモコンでポイントし、Aを押していけばいい。ただし、バランスが崩れている間は数字は見えなくなってしまう。
判断力テスト
重心を真ん中に移動させると、と、数字が1つどこかに表示されるので、最初に言われた条件にあっていればバランスを示す赤い玉でポイントすればいい（ボタンなどの操作は不要）。ただし、一問終わるごとに重心をまた戻さなければいけない。
記憶力テスト
真ん中の数字が書かれたボールと一つ右の数字が書かれたボールを比べ、真ん中の数字が大きい方に、屈伸してボール潰せばよい。全部で25問だが、正解していくごと右から順に数字のボールに目隠しが付いていく。
動作予測テスト
1分間重心を左右に移動して、障害物や左右の壁に当たらなければよい。途中で少し前の部分に目隠しができ、だんだん障害物の動作予測が必要となっていく。当たった時点で終了。
からだひねりテスト
GamePadを両手で持ち、指示される通りにGamePadごと体をひねっていく。GamePadの向いている方向が正しく、左右のバランスが約50:50となっている状態で3秒待てば、その問題は成功となる。ただし、問題数を重ねていくごとにバランスの判定が厳しくなっていく。
肺活量テスト
GamePadのマイクに向かって息を吹きかけると、風船が膨らみ、吹いていないと縮んでいく。3秒間一番大きい状態のままにできれば、その問題は成功となる。ただし、自身のバランスで風船が動き、壁にぶつけてしまうとその問題は失敗。問題を進めるごとに風船が大きくなっていき、壁が狭くなり、左右に動くようになる。
バランス年齢と関係しない主なバランステスト
バランスチャレンジ
操作方法は基本バランステストと同じだが、左右のバランスを50:50にキープすればよい。3問目まであり、だんだん判定が厳しくなっていく。
はかりチャレンジ
バランスwiiボードから降りて、ボードの上に指定された重量を載せればよい。判定は失敗判定と成功の3判定の計4つあり、誤差が少ないほど得点をもらえる。

## トレーニング
「ヨガ」「筋トレ」「有酸素運動」「バランスゲーム」の4ジャンル、計48種類のトレーニングや運動感覚を向上させるゲームが搭載されている。最初は一部のトレーニングしかプレイすることができないが、プレイすればするほど貯まっていく運動貯金をすることにより、プレイできるトレーニングの数が増えていく（難易度等を変更できるようになるゲームもある）。結果は各トレーニング（各難易度）ごとに採点され、さらに「～級」の形で大まかなランクも発表される。4ジャンル全てのトレーニング監修総指揮者は松井薫（取扱説明書記載）。

### ヨガ
15種類のヨガプログラムが収録されている。画面のトレーナーの動きに合わせてポーズをとって、バランスを保つ。一部、バランスWiiボードを使用せずWiiリモコンを使用するプログラム、どちらも使用しないプログラム（測定できないため評価はつかない）も収録されている。評価のランクは「やわらか不足級」「ビギナー級」「ヨガトレーナー級」「ヨガマスター級」。
- 腹式呼吸
- 三日月のポーズ
- 英雄のポーズ
- 立ち木のポーズ
- 太陽礼拝
- 膝を抱えるポーズ
- やしの木のポーズ
- 腰掛けのポーズ
- 三角のポーズ
- 犬のポーズ
- ダンスのポーズ
- コブラのポーズ
- 橋のポーズ
- ワニのポーズ
- 肩立ちのポーズ

### 筋トレ
15種類の筋力トレーニングプログラムが収録されている。画面のトレーナーの動きに合わせて、バランスを意識しながら動く。一部、バランスWiiボードを使用せずWiiリモコンを使用するプログラムも収録されている。評価のランクは「運動不足級」「週末トレーニング級」「ボディビルダー級」「筋肉大王級」（フレンチプレスのみ評価は付かない。また、○○チャレンジではこれとは別のランクとなる）。筋トレ監修は松井薫。
- 片足バランスウォーク
- 腕立て&横バランス
- 水平ひねり&横ひねり
- ジャックナイフ
- ランジ
- ローイング・スクワット
- 片足ひねり
- 横足上げ
- 身体水平支持
- フレンチプレス
- アーム&レックレイズ
- ゲットアップ
- 筋肉チャレンジ（トレーナーと腕立てを何回できるか競う）
- 腹筋チャレンジ（トレーナーとジャックナイフを何回できるか競う）
- 体幹チャレンジ（トレーナーと身体水平支持を何秒キープできるか競う）

### 有酸素運動
9種類の有酸素運動プログラムが収録されている。一部、他のこと（テレビの視聴など）をしながらでもできる運動プログラムや、ヌンチャクを使用するプログラムも収録されている。評価のランクは「燃焼不足級」「そこそこ燃焼級」「激しく燃焼級」「ロケット燃焼級」。
- フープダンス
- 燃焼フープダンス
- 踏み台リズム
- 踏み台ダンス
- ながら踏み台
- ジョギング
- 二人でジョギング（パートナーと二人で走る一人では不可）
- ながらジョギング（リモコンから音が出て画面を見ていなくてもできる）
- リズムボクシング

### バランスゲーム
9種類のバランスゲームが収録されている。評価のランクは「バランス不足級」「アマチュア級」「プロ級」「チャンピオン級」。
- ヘディング
- バランススキー
- スキージャンプ
- コロコロ玉入れ
- 綱渡り
- バランスMii
- ペンギンシーソー
- バランススノボー
- 座禅

### Wii Fitチャンネル
『Wii Fitチャンネル』と称されるWiiチャンネルをWiiメニューに追加することができ、『Wii Fit』のゲームディスクを起動しなくても、メインメニューにあたる「みんなの広場」を開き、日々の体重・BMI・バランス年齢・運動貯金の推移を確認することができる。さらに、バランスWiiボードを用いることにより、からだ測定を行うこともできる。Wiiチャンネルに登録するには、96ブロックの空きが必要。
なお、このチャンネル単独でトレーニングやお試しプレイを行うことはできない。行おうとすると、ディスクを入れるように指示が出る。ディスクを入れると少し起動時間がかかるが、そのままWiiメニューに戻らずトレーニング等を行える。なお、このチャンネルのプレイ記録もWii伝言板の「今日の出来事」には「Wii Fit」と、通常（ディスクドライブチャンネルから起動した時）と同じように記録される。

## Wii Fit Plus
『Wii Fit Plus』（ウィー・フィット・プラス）は、『Wii Fit』に新しいトレーニングや要素を加えたWii専用ゲームソフト。
日本では2009年10月1日、米国では2009年10月4日に発売された。
「バランスWiiボード同梱版」と、前作を購入し既にバランスWiiボードを所有しているユーザー向けの「ソフト単体版」の2種類が発売されている。価格は「バランスWiiボード同梱版」が9,800円（税込）、「ソフト単体版」が2,000円（税込）。

### 概要
前作の『Wii Fit』の全ての内容に加えて、新しいトレーニングやバランステストの追加やトレーニングや運動管理などを設定できる便利機能が追加されるなど、より便利でさらに運動が出来るようになっている。グラフィックやサウンド面は前作に準拠している。
また、前作の『Wii Fit』のセーブデータとの引き継ぎ機能があり、データを引き継いで続きからプレイ可能。

### 新要素
- 21種類の新作トレーニング（ヨガ3種類・筋トレ3種類・バランスゲーム15種類）を追加。新作トレーニングは後述で掲載。追加された新作トレーニングは全て最初からプレイ可能。
- 前作のトレーニングは全てそのまま収録し、最初からほとんどのトレーニングがプレイ可能な状態になっている。
- 前作の「からだ測定」のテストの5種類に加えて、新たに5種類を追加して10種類からプレイできる。
- それぞれのユーザーに合わせたトレーニングメニューを設定することが可能。トレーニングにあったコースを組み合わせたり、自由にトレーニングを選んで自分だけのコースを選ぶなどが出来る。トレーニングメニューはトレーニング選択画面やユーザー画面から選択できる。このため、前作でトレーニング後に出てきた「他のメニューも組み合わせてみましょう」という表示は削除された。
- トレーニングメニューのトップ画面にいるウィーボを選ぶと、前作ではできなかった『からだ測定』のテストの単独プレイができるようになった。ただし、単独プレイをするには行っていないテストを1度プレイする必要がある。
- 運動時間貯金の表示に、新たに消費カロリー表示機能を搭載。カロリーはトレーニング終了後やトレーニング選択画面などで確認できる。また、トレーニングメニューの消費カロリーの目標にする食べ物の設定が可能で、設定すると目標に必要なカロリーが表示される。
- 3歳以下の赤ちゃんやペット（犬と猫）も新たに登録可能。登録済みのプレーヤーと一緒に抱きかかえながらバランスWiiボードに乗ることで体重測定が可能。3歳以下の赤ちゃんは4歳にならないとトレーニングなどのプレイが出来ず、ペットはトレーニングなどのプレイは出来ない。赤ちゃんの登録は新規登録の項目で3歳以下にすると登録可能で、ペットの登録は新たに追加されたペット登録の項目で登録可能。
- 一定日数の『からだ測定』を行うと、ユーザー選択画面のユーザー選択後の項目に簡単測定が追加され、体重などの測定だけですぐにからだの測定が出来るようになっている。
- トレーニング選択画面にいるウィーボを選ぶと、前作の限界のバランステストに加えて新たに物の重りを測定するテストが出来る「重り測定」が追加されている。
- トレーニング選択画面にあったお気に入りはトレーニングメニューの中に移行された。
- ユーザー選択画面に「みんなで遊ぶ」が追加し、多人数でプレイしそうなトレーニングの9種類で交代でプレイできる。
- トレーニングの種目選択画面に「ちょっと交代」を選ぶと、プレイしているユーザーと一時的に交代してプレイできる。
- 本作以外で実際のトレーニングなどで行った運動の時間のほか、自身のウエストサイズや歩数などの記録を毎日のグラフに見ることが出来る。
- ユーザー設定に日付設定が追加され、従来通りの夜0時の「標準」と夜型向けの深夜3時の「夜型」の2つから設定可能。
- トレーニング終了後のハイスコアのランキングで、前作では同じユーザーで同じ記録を出した場合はそのままランキングに登録されていたが、本作では同じユーザーの同じ記録は1つにまとまり、よりたくさんのユーザーの記録を残しやすくなった。なお、前作のセーブデータを引き継いだ時のランキングはそのままであるが、1度トレーニングでプレイしてランキングに登録すれば同じユーザーの同じ記録を1つにまとめるようになる。
- 前作の『Wii Fit』のセーブデータがある場合は本作に引き継いで、そのまま利用できる。データを引き継ぐと本作でも今までと同じようにプレイでき、引き継いだ時のやりとりが見られる。なお、データを引き継いでも前作のセーブデータは消えることはない。
- 前作にあったディスクからインストールしてWiiチャンネルとして登録できる機能が本作でも用意され、本作のディスクからインストールすることで『Wii Fit Plusチャンネル』が利用でき、本作から追加されたからだ測定のテストや便利機能が利用できる。ただし、前作のセーブデータを読み込むことが出来ず、本作のセーブデータで前作の『Wii Fitチャンネル』を利用することは出来ない。

### 追加されたトレーニング
| - トレーニング+ - 腰フリ10 - サイクリング - リズムカンフー - ゴルフレッスン - セグウェイチャレンジ - パタパタ飛行 - 雪合戦 - アスレチックMii - バランス色分け - 足踏みパレード - ジャグリング - スケボー - コロコロ玉入れ+ - 玉を1つ入れる度に点数が入るようになった。 - 玉を上に飛ばす装置や、仕切りが回る装置、玉を弾く装置が追加された。 - バランスMii+ - 通常の「バランスMii」では川に落ちたら位置に関係なく最低ランクが付けられる厳しいルールだったが、こちらはある程度進めば一定の評価が下される。 - 暗いエリアや、回転式の仕切りがある。 - ジョギング+ - ジョギング後、コース中で見かけた様々な物をクイズ形式で答えることになる。 | - ヨガ - 背骨を伸ばすポーズ - かんぬきのポーズ - V字のポーズ - 筋トレ - プッシュ&ヒップリフト - サイドランジ - 片足コアバランス |

## Wii Fit U
『Wii Fit U』（ウィー・フィット・ユー）は、Wii Fitシリーズ第3作として2014年2月1日に発売されたWii U専用ゲームソフト。また、発売前の2013年10月31日 - 2014年1月31日の間は、Wii U本体とバランスWiiボードを所持しているユーザーを対象に、1ヶ月間無料でWii fit Uを体験できる「Wii fit U 1か月先行体験キャンペーン」実施し、先行体験キャンペーン版をニンテンドーeショップからダウンロード版を配信した。体験版と銘打っているものの、全てのモードをプレイ可能であり、後述する別売りのWii fit U専用「フィットメーター」を購入し、Wii U本体とペアリングを行えば2ヶ月目以降も継続してプレイが可能となる。
新要素として新作19種目のトレーニング（全77種目）、新ジャンルの「ダンス」、「ヨガ」・「筋トレ」・「ダンス」での新機能「ミラーモード」（ゲームパッドのカメラで自分の姿を確認できる）対応、新登場の「フィットメーター」で本ソフト以外の運動も記録出来る点などがある。 なお、前作『Wii Fit』、『Wii Fit Plus』のデータを引き継ぐことができる。
2012年のE3で発表された際には、本体と同時（2012年11月 - 12月）に発売予定とされていた。

### フィットメーター
フィットメーターは『Wii Fit U』同梱または別売の携帯型活動量計。カラーバリエーションは「ミドリ」・「アカ」・「クロ」の3色で、2013年10月31日に「ミドリ」が単体で先行発売開始。
加速度センサーと気圧センサーを搭載しており、歩数以外にも運動量や高度変化を測定・記録可能。記録したデータは赤外線機能でWii U GamePadに転送し、日常生活の消費カロリーを測定、目標に届いていない分はWii Fit U上でのトレーニングメニューを提案するという連動機能がある。
上記のような性質上、フィットメーター単独での使用は出来ず、『Wii Fit U』とのペアリングが使用開始前に必要である。また、登録はフィットメーター1台につき1名である。

## 周辺機器・解説本
周辺機器としてHORIから「Wii Fit Mat（ウィーフィットマット）」が2008年2月28日に発売された。税込3,444円。バランスWiiボードの下に敷くもので、筋トレなどモードの際にも活用できる。
任天堂公式解説本として「Wii Fit オフィシャル徹底活用ブック」（出版社：主婦と生活社、監修：松井薫）が、2008年10月24日に発売され、BMIの説明や各トレーニング種目の正しいフォーム等が解説されている。

### 大乱闘スマッシュブラザーズ
『大乱闘スマッシュブラザーズ for Nintendo 3DS / Wii U』では本作に登場するトレーナーが、「Wii Fitトレーナー」という名でプレイアブルキャラクターとして参戦（Wii U版ではホームステージも登場）。通常は女性トレーナーが使用できるが、色替えで男性トレーナーの選択もできる。「最後の切りふだ」は、様々なカラーの分身を飛ばす「Wii Fit」。シンボルマークは「ダンスのポーズをした女性トレーナー」。
『大乱闘スマッシュブラザーズ SPECIAL』にも「Wii Fitトレーナー」の名で参戦が決定。前作に引き続き、色替えで男性トレーナーの選択ができる。